# Ramachandra Borcar
Ramachandra Borcar, connu aussi comme Ramasutra, est un compositeur indo-québécois.

## Bandes originales
- 2001 : Un crabe dans la tête de André Turpin[1]
- 2004 : Camping sauvage de Guy A. Lepage, André Ducharme et Sylvain Roy
- 2004 : Regular or Super (documentaire) de Joseph Hillel et Patrick Demers
- 2005 : Familia de Louise Archambault
- 2006 : Bombay Calling (documentaire) de Samir Mallal et Ben Adelman
- 2008 : Puffball (thème d'ouverture) de Nicholas Roeg
- 2009 : Karsh Is History (documentaire) de Joseph Hillel
- 2010 : Operation Casablanca de Laurent Nègre
- 2011 : Between Wind and Water (documentaire) de Sebastien Lange
- 2011 : Un nuage dans un verre d'eau de Srinathe Samarasinghe
- 2011 : Goon de Michael Dowse
- 2011 : Jaloux de Patrick Demers
- 2012 : Ici, Chez Soi (documentaire) ONF
- 2012 : Liverpool de Manon Briand
- 2012 : Paula  de Dominic-Étienne Simard
- 2012 : Roche Papier Ciseaux de Yan Lanouette Turgeon
- 2012 : They Shine (documentaire) de Catherine Mullins
- 2013 : Amsterdam de Stefan Miljevic
- 2013 : Nicky Deuce de Steve Schirripa
- 2013 : Gerontophilia de Bruce LaBruce
- 2014 : Je suis à toi de David Lambert
- 2014 : L'Ange Gardien de Jean-Sébastien Lord
- 2014 : Le prix à payer (documentaire)  de Harold Crooks
- 2014 : Okpik's Dream (documentaire) de Laura Rietveld
- 2015 : Deprogrammed (documentaire) de Mia Donovan
- 2015 : The Saver de Wiebke Von Carolsfeld
- 2016 : L'Imposteur (série télévisée - 10 épisodes) de Yan Turgeon
- 2016 : David Lynch : Shadows of Paradise (documentaire) de Sebastian Lange
- 2017 : Origami de Patrick Demers
- 2018 : Ziva Postec, la monteuse derrière le film Shoah de Catherine Hébert
- 2024 : Mlle Bottine d'Yan Lanouette Turgeon

Borcar a également composé la musique de plusieurs séries-télés incluant Web Dreams, Casting, Women Warriars, Bob Gratton : ma vie, my life, Comme par Magie ainsi que le thème musical de Tout le monde en parle[Laquelle ?] .

## Discographie
- 1999 : The East Infection [Tox]
- 2003 : El Pipo del Taxi [Semprini Records]
- 2004 : Camping sauvage (bande originale) [Canusa]
- 2005 : Steel and Glass (bande originale du film Regular or Super) [Semprini Records]
- 2011 : Jaloux (bande originale) [Semprini Records]
- 2012 : Roche Papier Ciseaux (bande originale) [Semprini Records]
- 2014 : L'Ange gardien (bande originale) [Semprini Records]
- 2015 : Far Cry 4 Laksmhmana Edition (bande originale) [Ubisoft Music]

## Distinction et récompenses
- Prix Juno - Nomination pour "Meilleur album alternative" [The East Infection] -2000
- Prix Félix - "Meilleur album électronique" [The East Infection] - 2000
- Prix MIMI - "Album de l'année" [The East Infection] - 2000
- Prix MIMI - "Spectacle de l'année" [The East Infection] - 2000
- Prix MIMI - "Spectacle de l'année" [El Pipo Del Taxi EP] - 2001
- Prix Jutra- "Meilleure trame sonore" [Une crabe dans la tête] - 2002
- Prix MIMI - "Meilleure production d'album" [El Pipo Del Taxi EP] - 2003
- Prix Gémeaux - Nomination pour "Meilleur thème musical" [Comme Par Magie] - 2010
- Prix Gemini - Nomination pour "Meilleure trame sonore dans un documentaire - program ou séries" [Karsh Is History] - 2010
- Prix Génie - Nomination pour "Meilleure musique originale" [Jaloux] - 2012
- Prix Animatòr - "Meilleure musique de film" [Paula] - 2013
- Prix Jutra - "Meilleure musique originale" [Roche Papier Ciseaux] - 2014
- Prix Écran Canadien - Nomination pour "Meilleure musique originale" - 2014